# Hæstrup Sogn
Hæstrup Sogn er et sogn i Hjørring Søndre Provsti (Aalborg Stift).
I 1800-tallet var Hæstrup Sogn anneks til Vrejlev Sogn. Begge sogne hørte til Børglum Herred i Hjørring Amt. Vrejlev-Hæstrup sognekommune blev ved kommunalreformen i 1970 indlemmet i Hjørring Kommune. 
I Hæstrup Sogn ligger Hæstrup Kirke.
I sognet findes følgende autoriserede stednavne:
- Hæstrup (ejerlav)
- Hæstrup Hede (bebyggelse)
- Hæstrup Mejeriby (bebyggelse)
- Hæstrup Mølleby (bebyggelse)
- Pælen (bebyggelse)